# Governo Democratico dell'Albania
Il Governo Democratico dell'Albania (in albanese Qeveria Demokratike e Shqipërisë), noto anche come Governo Hoxha I, fu il governo che resse il paese tra la fine del 1944 e il 1946.

## Storia
Il governo venne creato il 22 ottobre 1944 dal Movimento di Liberazione Nazionale, erede della resistenza partigiana albanese del 1940-1944.
Un governo provvisorio venne instaurato dopo la liberazione del Paese dall'occupazione tedesca il 28 novembre. Il suo primo ministro fu il segretario generale del Partito del Lavoro d'Albania Enver Hoxha. Nel maggio del 1944 Re Zog I fu detronizzato, e il Movimento di Liberazione Nazionale stabilì velocemente rapporti di amicizia con gli altri Stati socialisti, con la parziale eccezione della vicina Yugoslavia il cui presidente Josip Broz Tito accarezzava l'idea di una più ampia federazione balcanica che includesse anche le nazioni confinanti.
Le elezioni si tennero il 2 dicembre 1945. A questo punto, il Movimento di Liberazione Nazionale si era trasformato nel Fronti Demokratik i Shqipërisë, unica forza politica a presentarsi alle elezioni. L'11 gennaio 1946 venne proclamata la Repubblica Popolare d'Albania.

## Composizione
Il Governo era composto da 14 ministri (compresi il Primo ministro e il Vice primo ministro).
| Carica                                   | Titolare | Titolare                          | Titolare                                  |
| ---------------------------------------- | -------- | --------------------------------- | ----------------------------------------- |
| Primo ministro Guerra e difesa nazionale |          |                                   | Enver Hoxha (PKSH)                        |
| Vice primo ministro                      |          |                                   | Myslym Peza (PKSH)                        |
| Affari interni                           |          |                                   | Haxhi Lleshi (PKSH)                       |
| Affari esteri                            |          |                                   | Ömer Nishani (PKSH) Fino al 09/02/1946    |
| Affari esteri                            |          | Enver Hoxha (PKSH) Dal 09/02/1946 |                                           |
| Economia                                 |          |                                   | Medar Shtylla (PKSH)                      |
| Assistenza sociale                       |          |                                   | Bedri Spahiu (PKSH)                       |
| Giustizia                                |          |                                   | Manol Konomi (PKSH)                       |
| Finanze                                  |          |                                   | Ramadan Çitaku (PKSH)                     |
| Stampa, propaganda e cultura popolare    |          |                                   | Sejfulla Malëshova (PKSH)                 |
| Istruzione                               |          |                                   | Gjergj Kokoshi (PSDSH) Fino al 13/01/1945 |
| Istruzione                               |          | Kostaq Cipo (Ind) Dal 13/01/1945  |                                           |
| Lavori pubblici                          |          |                                   | Spiro Koleka (PKSH)                       |
| Sanità                                   |          |                                   | Ymer Dishnica (PKSH)                      |
| Agricoltura                              |          |                                   | Gaqo Tashko (PKSH) Dal 04/07/1945         |
| Industria                                |          |                                   | Tuk Jakova (PKSH) Dal 06/02/1946          |

### Esplicative
1. ↑  Ricostruzione fino al 13 gennaio 1945.

### Bibliografiche
1. 1 2 3  (EN) AA.VV., Special Report of the Select Committee on Communist Aggression - House of Representatives, Eighty-third Congress, Second Session, Under Authority of H. Res. 346 and H. Res. 438, vol. 1-11, U.S. Government Printing Office,  p. 11. URL consultato il 1º gennaio 2025.
2. 1 2  (EN) AA.VV., The Constitutions of the Communist World, William B. Simons (a cura di), Brill, 2024,  p. 2, ISBN 9789004639973. URL consultato il 1º gennaio 2025.
3. ↑  (EN) Antony Best, International History of the Twentieth Century, Routledge, 2004,  p. 216, ISBN 9780415207409. URL consultato il 1º gennaio 2025.
4. ↑   admin, Qeveria e Enver Hoxhës (23 tetor 1944 – 21 mars 1946), su ShtetiWeb, 10 dicembre 2012. URL consultato il 3 giugno 2025.